# 조국연합 (리히텐슈타인)
조국연합(祖國聯合, 독일어: Vaterländische Union 바털렌디스체 우니온[*])은 리히텐슈타인의 기독교민주주의 계열 정당이다. 1936년 급속히 불어난 진보시민당을 우려한 정당들이 기독교 좌파 계열이었던 기독교사회인민당과 기독교 파시즘 계열인 리히텐슈타인 조국봉사당이 합당하여 생긴 정당이다. 1936년부터 현재까지 진보시민당과 경쟁하고있다. 정책은 진보시민당보다 진보적인 중도우파 자유보수주의적 정책을 추구한다. 2013년 총선에서 패배해 내각 주도권을 진보시민당에 넘겨줬다.

## 역대 선거 (2000- )
| 선거        | 당선자  | 득표율 | 총리 배출 여부 |
| ----------- | ------- | ------ | -------------- |
| 2001년 총선 | 11 / 25 | 41.3%  | 미배출         |
| 2005년 총선 | 10 / 25 | 38.2%  | 미배출         |
| 2009년 총선 | 13 / 25 | 47.6%  | 배출           |
| 2013년 총선 | 8 / 25  | 33.5%  | 미배출         |
| 2017년 총선 | 8 / 25  | 33.7%  | 미배출         |